# Територія Росса
Територія Росса — сектор Антарктики, на який претендує Нова Зеландія, є частиною королівства Нової Зеландії. Охоплює всі території, що лежать на південь від 60° пд.ш. і між 160° с.д. і 150° з.д. Територія отримала свою назву на честь Джеймса Кларка Росса, британського моряка, який відкрив море Росса.
Територія охоплює частину Землі Вікторії, шельфовий льодовик Росса, острови Росса, Баллені, Скотт і Рузвельт.

## Наукові станції
Наукові бази «Скотт» (Нова Зеландія) і «Мак-Мердо» (США) — єдині наявні станції в цьому секторі. Для їх обслуговування є дві злітно-посадкові смуги, що забезпечують цілорічне сполучення із зовнішнім світом. У літній час вантажі доставляються морським шляхом.
Італія має свою сезонну станцію «Зуккеллі» в бухті Терра Нова, що діє в літній час. З 1969 по 1995 р. Нова Зеландія також мала сезонну станцію Ванда в Сухій Долині. З 1987 по 1992 р. організація Грінпіс також мала свою власну станцію на острові Росса, але через брак фінансування станцію довелося закрити.

## Юрисдикція
У 1841 р. дослідником Джеймсом Кларком Россом була відкрита Земля Вікторії, яка, разом з прилеглими територіями, була оголошена ним володінням Великої Британії. У 1923 р. Велика Британія передала цю територію в управління Нової Зеландії. Генерал-губернатор Нової Зеландії також був губернатором території Росса. Згідно з умовами договору про Антарктику, який Нова Зеландія підписала в 1959 р., ніяка нація не має права встановлювати свою владу над даною територією. Якби територіальні претензії Нової Зеландії були прийняті, то вона б отримала величезну територію, що набагато перевищувала б її власну, Але, щоправда, майже повністю вкриту кригою.

## Прапор
Нині тільки національний прапор Нової Зеландії служить офіційним символом території Росса. Іншим «офіційним» прапором, певний час був Новозеландський Поштовий прапор, що позначав поштове відділення бази Скотт. Новозеландський вексилолог Джеймс Дігнан спроєктував прапор, який став вживатися для позначення території, але не став офіційним її символом.

## Ресурси Інтернету
- Управління території Росса
- Новозеландська Антарктика
- 50 років базі «Скотт»
- Поштові марки території Росса
- Карта території, центральна частина
- New Zealand, Antarctica and the Southern Ocean — Ministry of Foreign Affairs and Trade. Outline of NZ involvement
- Antarctica New Zealand — Crown entity charged with administering, developing and managing Ross Dependency
- 50 years of Scott Base
- History — From University of Canterbury
- http://www.south-pole.com/homepage.html
- Stamps of Ross Dependency
- map of Ross Dependency (central part)
- Scientific Research by NIWA in Antarctica
- Dominion Post Photos of Antarctica: enter, go to Categories:Places;Antarctica
- Antarctica and New Zealand, NZ Ministry for Culture and Heritage